# 13672 Tarski
13672 Tarski è un asteroide della fascia principale. Scoperto nel 1997, presenta un'orbita caratterizzata da un semiasse maggiore pari a 2,6249103 UA e da un'eccentricità di 0,0876510, inclinata di 2,03578° rispetto all'eclittica.